# Виссарион (Аштиляну)
Епи́скоп Виссарио́н (рум. Episcop Visarion, в миру Васи́ле Бенеди́кт Аштиля́ну, рум. Vasile Benedict Aștileanu; 14 марта 1914, Клуж — 6 августа 1984, Арад) — епископ Румынской православной церкви, епископ Арадский.

## Биография
В 1925—1933 годы обучался в лицее им Георге Барица в Клуже. В 1933—1935 годы обучался в колледже Объединённой духовной академии в Клуже и продолжил изучение философии и теологии в колледже Конгрегации пропаганды веры в Риме (1935—1942), куда его направил епископ Юлиу Хоссу. В Риме он получил лиценциат (1941) и докторскую степень (1942).
В 1942—1949 годы был секретарём Епархии Клуж-Герлы и священником в церкви Боба в Клуже.
Между 1952 и 1955 годами он был задержан по политическим мотивам как греко-католический священник по обвинению в организации сопротивления в епархии Клуж-герла. После освобождения из тюрьмы он некоторое время был римско-католическим викарием церкви «Святых Апостолов Петра и Павла» в Рэдукэнене, который в настоящее время находится в жудеце Яссы.
В 1958 году он перешёл в Румынскую Православную Церковь. 21 октября 1958 года в Алба-Юлии, в ознаменование десяти лет объединения униатской церкви с православной церковью в Румынии, по окончании богослужения Василе Аштиляну заявил, что он решил вернуться в Румынскую православную церковь и от себя и от имени других униатских священников попросил прощения у иерархии и верующих за то, что до сих пор выступал против объединения. Его переход в Румынскую православную церковь был использовано властями как средство давления на других греко-католических священников, чтобы они последовали его примеру.
В Румынской православной церкви был сначала назначен патриаршим инспектором. Будучи патриархальным генеральным инспектором, он также служил священником в церкви Попа Тату и Монастыре Антим в Бухаресте (1958—1961).
28 июля 1962 года патриарший викарий епископ Феоктист (Арэпашу) решением избирательной коллегии был избран епископом Арадским, после чего архимандрит Виссарион был избран патриаршим викарием с титулом Полештский. 9 сентября 1962 года, по принятии монашеского пострига в Монастыре Синайя с именем Виссарион, был рукоположен в титулярного епископа Плоештского, викария Патриарха Румынского.
16 декабря 1968 года он был избран епископом-викарием Трансильванской митрополии с титулом «Рэшинарийский». 30 декабря 1968 года Николае Чаушеску утвердил его в этой должности. 1 июня 1969 года состоялась его интронизация.
10 июня 1973 года он был избран епископом Арадским вместо епископа Феоктиста (Арэпашу), переведённого на Олтенскую митрополию. 26 августа 1973 года состоялась его интронизация.
Будучи епископом Арадским, руководил административно-хозяйственной деятельностью епархии, вновь открыл Монастырь Прислоп и был занят переоценкой культурного и художественного наследия епархии. Он редактировал книгу под названием «Монастырь Ходош-Бодрог» (Арад, 1980). Он участвовал в Генеральной Ассамблее Конференции европейских церквей в Нюборге (1964), входил в состав нескольких соборных делегаций, посещавших другие поместные церкви.
Редактор книги, монах Сильвестру Августин Прундуш, упомянул в примечании к биографии Юлиу Хоссу, что в конце своей жизни, когда он уже был епископом Арадским, епископ Висарион принял причастие от румынских греко-католических священников, которым он признался, что чувствует себя запертым, как в тюрьме, под пристальным наблюдением сотрудников епархии.
Архиепископ Арадский Тимофей (Севичу) в память 30-летия со дня кончины епископа Виссариона так высказался о нём: «Епископ Висарион был достойным иерархом, иерархом, который руководил административно-экономической деятельностью епархии, вновь открыл Прислопский монастырь, был обеспокоен восстановлением культурного наследия епархии, любил и поощрял богословскую культуру и формировал поколения молодых священников». Помянув наряду с епископом Виссарионом Патриархов Иустна и Феоктиста он сказал: «Мы молились в этот день о том, чтобы Бог даровал им отпущение и прощение за то, что они сделали неправильного в этой жизни, и сделал их достойными света Божественной славы»